# Therese Benedek
Therese Benedek (geboren 8. November 1892 in Eger, Österreich-Ungarn; gestorben 27. Oktober 1977 in Chicago) war eine ungarisch-US-amerikanische Psychiaterin und Psychoanalytikerin. 

## Leben
Therese Friedmann war das dritte von vier Kindern des Kaufmanns Ignatzius Friedmann (* 1852) und der Charlotte, geb. Link (1856–1926). Die Familie zog 1900 nach Budapest, wo Therese das Lyceum besuchte. Seit 1911 studierte sie an der Budapester Universität Medizin und schloss 1916 ab. Ihre Assistenzzeit begann sie in Budapest in der Pädiatrie, danach in Pozsony, nach der Unabhängigkeitserklärung der Tschechoslowakei ging sie als Ungarin zurück nach Budapest, wo sie 1919 den Dermatologen Tibor Benedek (1892–1974) heiratete. 
Benedek hatte schon während des Medizinstudiums ihr Interesse an der Psychoanalyse durch Literaturstudium und den Besuch von Vorträgen Sandor Ferenczis gezeigt. Sie hatte in dieser Zeit eine Lehranalyse bei Ferenczi oder bei Franz Alexander, was sie selbst nicht aufgeklärt hat. Nach der Niederschlagung der ungarischen Räterepublik emigrierte sie 1920 zusammen mit anderen Mitgliedern der Ungarischen Psychoanalytischen Vereinigung nach Deutschland, wo sie sich organisatorisch dem Berliner Psychoanalytischen Institut anschloss. Die beiden Benedeks zogen nach Leipzig, wo sie zunächst Assistentenstellen hatten und dann eine Arztpraxis eröffneten, sie als Psychoanalytikerin, und damit als erste in Leipzig. 1926 bekamen sie den Sohn Thomas, 1929 die Tochter Judith, die Kinder wurden von einer Gouvernante betreut. Ihre „Leipziger psychoanalytische Arbeitsgemeinschaft der Deutschen Psychoanalytischen Gesellschaft“ wurde 1927 anerkannt, Benedek war zwischen 1928 und 1931 Lehranalytikerin für Gerhart Scheunert, den sie nach dem Krieg wieder kontaktierte. 
Nach der Machtübergabe an die Nationalsozialisten wanderten die Benedeks 1936 nach Chicago aus, wo er als Dermatologe an der Stritch School of Medicine der Loyola University Chicago begann und sie bei Franz Alexander die freigewordene Stelle von Karen Horney am Chicago Institute for Psychoanalysis übernahm und dort bis 1970 als Analytikerin und Lehranalytikerin arbeitete. Daneben eröffnete sie eine private Praxis und lehrte auch am Erikson Institute. 1942 erhielt sie die US-amerikanische Staatsbürgerschaft. Eine ihrer Schwestern wurde in Ungarn Opfer des Holocaust. 
In Chicago erstellte sie in Zusammenarbeit mit dem Endokrinologen Boris B. Rubinstein eine Forschungsarbeit zur Psychoendokrinologie des Menstruationszyklus, die 1939 als eine Pionierarbeit, auch in methodischer Hinsicht, veröffentlicht wurde. Benedek schrieb eine Vielzahl von wissenschaftlichen Beiträgen zu den psychosexuellen Funktionen der Frau, die nach dem Urteil des Psychiaters Uwe Henrik Peters „sich nicht von dem, was zur Zeit ihrer Abfassung als allgemein anerkannt galt“ entfernen.

## Schriften (Auswahl)
- Dominant ideas and their relation to morbid cravings, London: Baillière, Tindall & Cox, 1936.
- The sexual cycle in women, Washington, DC: National Research Council, 1942.
- Insight and personality adjustment, New York: Ronald, 1946.
- The family, New York: Harper, 1949.
- Franz Alexander, Therese Benedek: Psychoanalytic therapy, New York: Ronald Pr. Co., 1947.
- The psychosomatic implications of the primary unit: mother-child, Chicago, Ill.: Inst. for Psychoanalysis, 1949.
- Die Funktionen des Sexualapparates und ihre Störungen, Berlin 1951.
- Joan Fleming; Therese F Benedek: Psychoanalytic supervision : a method of clinical teaching, New York: Grune and Stratton, 1966.
- Franz Alexander, Therese Benedek: Psychosomatische Medizin; Grundlagen und Anwendungsgebiete, Berlin/New York: W. de Gruyter, 1971.